# 昔々亭桃太郎
昔々亭 桃太郎、昔昔亭 桃太郎（せきせきてい ももたろう）は落語家の名跡。当代（柳澤尚心）は三代目を称しているが、その先代（山下喜久雄）は「二十四代目」を自称していた。
ただし過去に23人の桃太郎がいたことは資料等では確認できず、『古今東西落語家事典』によれば山下喜久雄の桃太郎は五代目か六代目くらいではないかとされる。
歴代
- 昔々亭桃太郎 - 後∶二代目桃川如燕。
- 昔々亭桃太郎 - 後∶橘家花喬。
- 昔々亭桃太郎 - 初代立花家千橘が改名
- 二十四代目昔々亭桃太郎 - 下記に詳述
- 三代目昔昔亭桃太郎 - 当代

（自称）二十四代目昔々亭 桃太郎（1910年（明治43年）1月2日 - 1970年（昭和45年）11月5日）は、東京の落語家。本名∶山下 喜久雄。出囃子は『旧桃太郎』。

## 家族
- 兄 - 三遊亭金時
- 兄 - 柳家金語楼
- 妻の妹 - 藤間松枝(日本舞踊)
- 実子・勝之 - 桂小金治門下で「小竹」を名乗って修行していたが廃業し、指圧店「モモタロー指圧」を開業した。

## 経歴
小学校卒業後、奉公に出たが長続きせず、1926年（大正15年頃）、実兄・柳家金語楼が出演していた寄席に出入りするうちに落語に興味を持ち、四代目蝶花楼馬楽門下で、柳家小楼を名乗る。1927年（昭和2年）、柳家小ぎくに改名。翌年、柳家小きんで二つ目昇進。20歳のときから新作落語をやるようになり、1932年（昭和7年）3月、昔々亭桃太郎と改名して真打となり、東京落語協会所属となる。その後、初代柳家三語楼門下となり、兄同様に新作落語で売り出す。
桃太郎は、新作落語をあえて「モダン笑話」と題し、高座はもちろんレコード吹き込みから戦地慰問と大活躍。当時の首相・東條英機も熱心なファンで、首相官邸に桃太郎一人で呼ばれて落語を演じていた。また喜劇役者としての顔も持ち、兄・金語楼の主演映画には、ほとんど必ず一役貰って出ていた。戦時中は、金語楼主演映画への出演のほか、もっぱら吉本興業の寄席・演芸場や東宝名人会への出演、そして戦地慰問が活躍の場となる。
しかし、人気絶頂時の1943年（昭和18年）に召集され、満州へ。終戦後もシベリアに抑留され、1947年（昭和22年）に復員。1952年（昭和27年）に兄・金語楼の友人である五代目古今亭今輔の紹介で日本芸術協会に加入する。当時、すでに人気は二代目三遊亭歌笑や、それに続く初代林家三平に移っており、昔日の面影はなかった。兄と比べ高く評価されず、今日では桃太郎の存在は忘れられており、戦争の被害を受けた落語家であった。
晩年は家族とも音信不通となり、千葉県松戸市の自宅で親子ほど離れた愛人に看取られ、1970年11月5日、同県市川市の国府台病院で急性壊疽性胆嚢炎によりに死去した。享年60。墓所は兄と同じ品川本立寺。戒名は「笑覚院昔桃日喜信士」。なお、兄・金語楼は2年後の1972年に亡くなっている。
所属は東京落語協会→東宝→無所属→日本芸術協会→無所属と変遷したが、無所属の期間が長く、落語界で孤立していた。
著書に『かくし芸のすすめ』（1968年）がある。

## 芸歴
- 1926年 - 四代目蝶花楼馬楽に入門、「小楼」を名乗る。
- 1927年 - 「小ぎく」に改名。
- 1928年 - 二ツ目昇進、「小きん」に改名。
- 1932年3月 - 真打昇進、「二十四代目昔々亭桃太郎」を襲名。

## 芸風
『お好み床』『音楽風呂』『俳句修行』などが得意ネタ。他にも百田 芦生の名で新作・改作を行っており、主な作品には『ジャズ風呂』『落語学校』『新聞記事』（上方落語『阿弥陀池』の改作）などがある。

## 弟子
- 桃乃はな代（女流）
- 昔々亭桃輔 - 現：紙切りの林家今丸の父
- 昔々亭桃次
- 笑亭桃朗